# Conseil nordique
Pour un article plus général, voir Coopération nordique.
Ne doit pas être confondu avec Conseil nordique occidental ou Conseil nordique des ministres.
Le Conseil nordique est un forum de coopération pour les institutions parlementaires des pays nordiques. Il a pour objectif, dans le cadre de la « coopération nordique », de réaliser des tâches que chaque État ne saurait assurer à lui seul.
Le Conseil nordique a été institué en 1952 à la suite des expériences tirées de la Seconde Guerre mondiale : celle de l'invasion de l'Allemagne nazie au Danemark et en Norvège. Un projet de défense commune a tenté d'être créé en Scandinavie mais a été avorté, ce qui a précédé la création du conseil. Il est destiné à la « coopération interparlementaire » entre les pays membres.
Le symbole du cygne, dont les huit plumes représentent les huit membres, a été adopté en 1985.

## Histoire
Le Conseil nordique est créé en 1952 par la Norvège, la Suède, l'Islande et le Danemark. La Finlande les rejoint en 1955, puis les territoires d'Åland et des îles Féroé obtiennent leur propre délégation en 1970, suivis du Groenland en 1984.
Cette coopération est le fruit d'une longue histoire entre les peuples scandinaves, caractérisée par de successives tentatives de rapprochement voire de fusion, qui se sont soldées par des échecs et des éloignements. Ces deux tendances contraires ont impliqué une superposition, à la fois d'un sentiment national important, mais aussi d'une conscience de communauté que représente le Conseil nordique.
Le Conseil fait suite à de nombreuses tentatives de coopérations postérieures à la Seconde Guerre mondiale, à l'instar de l'Union interparlementaire scandinave et de l'Association nordique, créée en 1919, dans le cadre de la politique de coopération nordique.

## Membres
Les pays membres du Conseil nordique sont les suivants :
États souverains : 
- Danemark : 16 sièges
- Finlande : 18 sièges
- Islande : 7 sièges
- Norvège : 20 sièges
- Suède : 20 sièges

Territoires autonomes : 
- Îles Féroé (pays constitutif du royaume du Danemark) : 2 sièges
- Groenland (pays constitutif du royaume du Danemark) : 2 sièges
- Åland (province autonome de la Finlande) : 2 sièges

## Fonctionnement
Le Conseil comprend un président et un vice-président, ainsi qu'un secrétariat dirigé par un secrétaire général,.
Le Conseil comprend 87 représentants, provenant des cinq États et des trois territoires autonomes. Les représentants, tous des parlementaires dans leur pays d’origine, sont désignés par leurs partis politiques et élus par les parlements nationaux. L’élection au Conseil nordique est donc indirecte. Un présidium, dont les membres sont élus par leurs pairs, assure la direction de l’institution.
Le Conseil, depuis 1996, fonctionne sur la base de sessions ordinaires annuelles. Des « sessions à thème » sur des sujets précis peuvent également être organisées. Même hors des périodes de session, un travail continuel est assuré grâce à cinq commissions et quatre partis politiques.
La plupart des bureaux du Conseil nordique se situent à Copenhague, mais des antennes de l’organisation existent sur le territoire de chaque membre. Les langues officielles du Conseil sont le danois, le finnois, l'islandais, le norvégien et le suédois, mais seuls le danois, le norvégien et le suédois (langues mutuellement compréhensibles) sont utilisées comme langues de travail. Un service d'interprétation entre ces trois langues d'une part et le finnois et l'islandais de l'autre est à disposition.
Le Conseil nordique lui-même ne dispose pas du pouvoir d’édicter des normes, mais chaque gouvernement a l’obligation de transposer ses décisions, sur le même modèle que les directives de l'Union européenne.

## Réalisations
Dès son année de création, des règles communes ont été instituées entre ses membres concernant le marché du travail et la sécurité sociale. Le Conseil a par ailleurs garanti la liberté de circulation des citoyens entre chaque pays membre, sans passeport, avec l'Union nordique des passeports. Cette liberté ne signifie pas que les citoyens peuvent passer les frontières sans contrôle d'identité, dans ce cas, un permis de conduire ou une carte bancaire pourront justifier la citoyenneté nordique (voir paragraphe suivant). Cependant, si les citoyens souhaitent déménager d'un pays à l'autre, le permis de conduire ou la carte bancaire ne seront pas reconnus comme document d'identité par les administrations.
Une citoyenneté commune a aussi été instaurée : celle de la citoyenneté nordique. Cette dernière permet aux citoyens des cinq pays nordiques de vivre, travailler et étudier librement, sans permis ou carte de séjour dans le pays de résidence qu'ils auront choisi,,,, (une carte de séjour est exigée au-delà de 3 mois de résidence pour les citoyens européens,,,,). Les citoyens nordiques peuvent également voter après trois mois de résidence et acquérir la nationalité des autres pays nordiques, par le biais de la demande « par notification » au bout de deux ans de résidence,,,,. Cependant, un cas exceptionnel existe : les citoyens nordiques sont soumis à la même règle que les citoyens internationaux pour acquérir la nationalité norvégienne. Ils devront renoncer à leur(s) nationalité(s), mais ils pourront récupérer leur(s) nationalité(s) perdue(s) après deux ans de résidence dans leur pays d'origine, sans que cela influe sur le mode d'acquisition : ils seront toujours citoyen par naissance (la citoyenneté nordique ne s'obtient que par naissance), et non par réintégration ou par notification, contrairement à s'ils ont perdu leur(s) nationalité(s) d'origine pour un pays non-membre et refusant la double-nationalité (ex : Chine), dans ce cas, les règles diffèrent pour chacun des pays nordiques.
En matière stratégique, les membres du Conseil le Danemark, la Norvège et l’Islande font partie de l’OTAN depuis sa fondation en 1949, tandis que la Finlande est membre depuis 2023 et la Suède depuis 2024. De ce fait, le Conseil nordique ne s’est jamais impliqué dans des affaires de nature militaire. Cependant, les pays nordiques coopèrent dans le milieu de la défense, par la coopération de défense nordique.

## Prix
Le Conseil nordique décerne cinq prix annuels : le prix de littérature, le prix de littérature pour enfants et jeunes, le prix du film, le prix de la musique et le prix de l'environnement.